# Hannes Rader
Hannes Rader (* 19. Juli 1940 in Linz) ist ein österreichischer Bühnenbildner und Illustrator.

## Leben und Wirken
Nach Abschluss der Kunstgewerbeschule Linz, Fach Gebrauchsgrafik, studierte Rader von 1959 bis 1962 an der Akademie der bildenden Künste Wien in der Meisterklasse des deutsch-österreichischen Bühnenbildners Caspar Neher. Anschließend absolvierte Rader eine Ausbildung im theaterwissenschaftlichen Seminar unter Joseph Gregor, einem der führenden Theaterwissenschaftler seiner Zeit, und Margret Dietrich, der langjährigen Mitarbeiterin des österreichischen Theaterforschers und Nachfolgerin Heinz Kindermanns an der Universität Wien.
Über den österreichischen Maler Herbert Boeckl fand Rader Zugang zur Aktkunst, insbesondere zum Aktzeichnen. In dieser Zeit prägten Praktika, insbesondere jene an der Wiener Staatsoper bei Robert Kautsky und an der Wiener Volksoper bei Walter von Hoesslin, maßgeblich Raders weiteres künstlerisches und berufliches Wirken.
Rader gestaltete zahlreiche Illustrationen für Bücher und Zeitschriften, war Lehrbeauftragter an der Universität Klagenfurt und lebt heute in Klagenfurt am Wörthersee.

## Beruflicher Werdegang
1963 erfolgte ein erstes Engagement als Bühnen- und Kostümbildner am Landestheater Salzburg; zahlreiche Engagements folgten:
- Stadttheater Hildesheim (1964–1965)
- Landestheater Linz (1965–1968)
- Berufung als Ausstattungsleiter an das Theater Freiburg (1968–1972)
- Ausstattungschef und Bühnenbildner am Stadttheater Klagenfurt (1972–1992)
- ab 1992 freischaffender Bühnenbildner an verschiedenen Theatern in Europa

## Arbeiten als Bühnenbildner

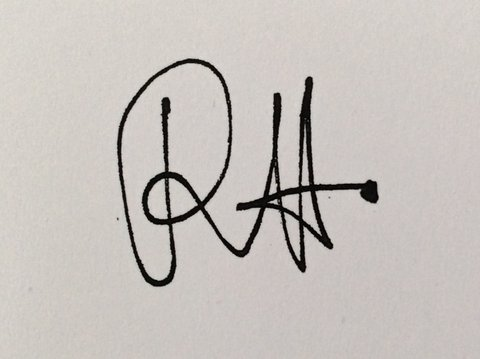
Signatur Hannes Rader

- „Lohengrin“ Teatro di San Carlo, Neapel (1970)
- „Siegfried“ Teatro Massimo, Cagliari (1971)
- „Ulysses“ Wiener Festwochen mit Nikolaus Harnoncourt (1970)
- „Jephtha“ Carinthischer Sommer, Ossiach (1977)
- „Così fan tutte“ Opernhaus Graz (1978)
- „Idomeneo“ Großes Festspielhaus, Salzburg (1982)
- „Zaide“ Wiener Festwochen, Theater an der Wien (1983)
- „Jephtha“ und „Saul“ Salzburger Festspiele, Kollegienkirche (1983–1985)
- „Wozzeck“ Kleines Festspielhaus, Salzburg (1985)
- „Carmen“ Opera Ljubljana (1989)
- „Don Giovanni“ Staatstheater Mainz (1990)
- „Hilfe, Hilfe, die Globolinks“ Opernhaus Leipzig (1991)
- „Fest in Hellbrunn“, Salzburg (1991)
- „The King and I“ Theater Augsburg (1992)
- „Gaudí“ Musical-Uraufführung am Theater Aachen (1993)
- „Gaudí“ Euro-Musical-Hall, Alsdorf (1995)
- „Gambler – Das Geheimnis der Karten“ Musical-Uraufführung, Musical-Bühne Mönchengladbach (1996)
- „Gaudí“ Musical Dome, Köln (1996)
- „Il barbiere di Siviglia“ Landestheater Linz (1997)
- „La Bohème“ Theater Aachen (1999)

## Ausstellungen (Auswahl)
- Theatergalerie Freiburg im Breisgau
- Rathausgalerie St. Veit/Glan
- Theatergalerie Klagenfurt
- Galerie „C“, Klagenfurt
- Rathaus Baunatal, Kassel
- Teilnahmen an der Prager Quadriennale
- Mühelygaleria Pécs, Ungarn